# Iker Martínez
Iker Martínez de Lizarduy Lizarribar (* 16. června 1977 San Sebastián) je španělský jachtař baskické národnosti, olympijský vítěz z roku 2004.
Závodil v lodní třídě 49er spolu s Xabierem Fernándezem. Na mistrovství světa v jachtingu v roce 2001 získali stříbrnou medaili. V roce 2002 vyhráli mistrovství světa i Evropy. Na Letních olympijských hrách 2004 v Athénách získali v otevřeném závodě třídy 49er zlatou medaili. V letech 2007 a 2008 se stali opět evropskými šampióny. Na LOH 2008 obsadili druhé místo za dánskou posádkou Jonas Warrer a Martin Kirketerp. Vyhráli také MS 2010 a na LOH 2012 dojeli na dvanáctém místě.
Organizace World Sailing vyhlásila Martíneze s Fernándezem nejlepšími světovými jachtaři roku 2011. Po rozchodu této dvojice se Martínez účastnil jako skipper závodů The Ocean Race a Barcelona World Race. V roce 2014 vyhrál s Tarou Pachecovou mistrovství Evropy ve třídě Nacra 17. Na mistrovství Evropy v závodu motorových jacht v roce 2020 získal spolu s Natalií Vía Dufresneovou bronz.